# Leurus metallicus
Leurus metallicus är en stekelart som beskrevs av Ian D. Gauld och Sithole 2002. Leurus metallicus ingår i släktet Leurus och familjen brokparasitsteklar. Inga underarter finns listade i Catalogue of Life.